# Легенда о лапоту
Легенда о лапоту је краткометражни играни филм из 1972. године, настао као дипломски рад редитеља Горана Паскаљевића. Паскаљевић је за овај филм, у категорији кратког играног филма, добио сребрну медаљу на XIX Фестивалу југословенског документарног и краткометражног филма 1972. године, у Београду.

## Радња
Филм почиње уводним натписом: 
У многим селима југоисточне Србије још увек живи легенда о суровом народном обичају из прошлости.
Лапот је легенда о обичају убијања најстаријег члана породице кад није више способан да привређује, односно кад постане финансијски терет за породицу. У доба кад је хране било мало, после лоше жетве, најстарији члан који више не може да ради бива ритуално убијен. Филм приказује реконструкцију овог обичаја, од договора и припреме за лапот, до каменовања од стране свих мушкараца из села.

## Улоге
| Глумац                    | Улога  |
| ------------------------- | ------ |
| Светислав Тиса Раденковић | старац |
| Момчило Васиљевић         |        |
| Драгиша Петковић          |        |
| Зага Ђорђевић             |        |
| Рада Радонић              |        |
| Биса Ђорђевић             |        |

## Светислав Тиса Раденковић
Главну улогу у филму глуми Светислав Тиса Раденковић из села Плужине. Он је био образован, прешао је Албанију и боравио у Француској и Немачкој. Кад је прихватио улогу овако је говорио: „Ја сам стар и брзо ћу да умрем, али макар нека живим у том филму“.

## Локације
Филм је сниман 1971. године у сврљишким селима Плужини и Лукову.

## Филмска екипа
- Милан Спасић - камера
- Михаило Илић - монтажа
- Бата Пивнички - тон
- Драган Ценерић - музички сарадник
- Александар Јан Кошчалик - асистент камере

Током снимања филма Паскаљевић је сарађивао са уредником драмског програма Радио-телевизије Београд, Филипом Давидом.

## Занимљивости
- Легенда о лапоту је прво филмско дело Горана Паскаљевића.
- Филм је допринео да лапот као тема привуче пажњу шире јавности.
- На почетку снимања нико од мештана није хтео да глуми у филму. Кад је Тиса пристао да глуми и кад му је обећан висок хонорар од 100.000 тадашњих динара онда се појавило пуно људи који су хтели да добију неку улогу.[1]